# Przemysław Piekarski
Przemysław Józef Piekarski (ur. 15 września 1952 w Wałbrzychu, zm. 24 września 2019 w Krakowie) – polski filolog, orientalista, judaista i tłumacz.
Syn Juliana i Ludwiki. Był doktorem nauk filologicznych. Specjalizował się w indologii, cywilizacji Indii (religii, sztuce, ikonografii i teatrze), języku i literaturze hindi (od okresu bhakti do indyjskiego średniowiecza), mistycyzmie indyjskim w porównaniu z sufizmem, mistycyzmem żydowskim i chrześcijańskim oraz teorii przekładu. Był starszym wykładowcą w Zakładzie Indianistyki Instytutu Filologii Orientalnej Uniwersytetu Jagiellońskiego. Prowadził także wykłady w Katedrze Porównawczych Studiów Cywilizacji UJ, dotyczące indologii i judaistyki. Tłumaczył z języka angielskiego, hindi, jidysz i francuskiego. Przez wiele lat podczas Festiwalu Kultury Żydowskiej w Krakowie prowadził warsztaty języka jidysz.
Pochowany został 26 września na nowym cmentarzu żydowskim przy ulicy Miodowej w Krakowie.

## Publikacje
Książki autorskie
- 2008: Podręcznik pisma jidysz (wraz z Julią Makosz)
- 2002: Uniwersalny słownik angielsko-polski i polsko-angielski (wraz z Andrzejem B. Lewkowiczem)

Tłumaczenia
- 2000: Zaśpiewaj mi w jidysz (z jid.)
- 1998: Słownik cywilizacji indyjskiej T. 2 Louisa Frédérica (z fr.)
- 1998: Słownik cywilizacji indyjskiej T. 1 Louisa Frédérica (z fr.)
- 1997: Dziennik nastolatki Aidana MacFarlane’a (z ang.)
- 1997: Dziennik nastolatka Aidana MacFarlane’a (z ang.)
- 1995: Ania z Zielonego Wzgórza  Lucy Maud Montgomery (z ang.)